# Jurassic Park (cançó)
"Jurassic Park" és una cançó de "Weird Al" Yankovic de l'àlbum Alapalooza. Es tracta d'una paròdia de "MacArthur Park" de Jimmy Webb (interpretada per Richard Harris), parla en to humorístic sobre la pel·lícula del mateix nom.

## Llista de cançons
Les següents cançons apareixen al single:
1. "Jurassic Park" – 3:53
2. "Frank's 2000" TV" – 4:04

El single promocional només conté "Jurassic Park".

## L'escriptura i el desenvolupament
Yankovic, quan se li va preguntar com se li va ocórrer la idea per la cançó, va declarar:
"Jo estava conduint un cotxe de lloguer a través de Florida, quan la cançó " Lola" va sonar a la ràdio, i em va fer pensar en el tema divertit de "Yoda", on vaig prendre un tema vigent en aquell moment i el vaig combinar amb una cançó de rock clàssic juntament amb Jurassic Park, que acabava de sortir, i ja estava en camí de convertir-se en el major èxit en la història de la taquilla. Vaig pensar en diverses cançons que podia combinar-hi, i després vaig sentir la de "MacArthur Park". Se sentia com una cosa natural. Vaig obtenir el suport de Jimmy Webb (compositor de "MacArthur Park"), Michael Crichton (autor de la novel·la en què es basa la pel·lícula) i Steven Spielberg, i aquesta benedicció va fer possible per a nosaltres per travessar quilòmetres de burocràcia legal".

## Lletres i composició
Part de l'humor de la cançó resideix en el contrast entre els esdeveniments catastròfics de la pel·lícula, amb molta pèrdua de vides humanes i destrucció de béns, i la banalitat cínica de les queixes del cantant. Es troba humor addicional en el contrast entre aquesta relació i la de la lletra de la cançó original, que arriben a un clímax emocional sobre la pèrdua d'un pastís en una tempesta de pluja. Barrejats en el són hi ha diferents efectes de so de dinosaures en cortesia de Sandy Berman.

## Llançament i recepció
Després de la publicació d'Alapalooza, "Jurassic Park" fou important en la MTV. "Weird Al" Yankovic va declarar "En [la MTV] vaig tocar un parell de vegades, i després ho vaig deixar, perquè en realitat no era part del meu so." No obstant això, el single va ser un èxit en The Box i al Canadà, on va arribar a les 5 primeres cançons del moment.

## Video musical
El vídeo musical es fa sobretot amb plastilina en l'estil de Dinosaurs! - A Fun-Filled Trip Back in Time! de Will Vinton, parodiant escenes, així com la trama general de la pel·lícula de 1993 i va ser aprovat pel director de la pel·lícula, Steven Spielberg. L'animació va ser realitzada per Mark Osborne i Scott Nordlund.